# Berri
Berri è una città dell'Australia Meridionale (Australia); essa si trova 230 chilometri a nord-est di Adelaide ed è la sede della Municipalità di Berri Barmera. Al censimento del 2006 contava 4.008 abitanti.